# Мышкув (станция)
Мышкув  (пол. Myszków) — пассажирская и грузовая железнодорожная станция в городе Мышкув, в Силезском воеводстве Польши. Имеет 2 платформы и 3 пути. Относится по классификации к категории C, т.е. обслуживает от 300 тысяч до 1 миллиона пассажиров ежегодно.
Станция 2 класса построена на линии Варшаво-Венской железной дороги построена на линии Варшаво-Венской железной дороги в 1847 году, когда Мышкув был в составе Царства Польского.В 1889 году у станции 4 класс.
В 1885 году произведён капитальный ремонт пассажирского здания: отштукатурины наружные стены , на крыше переложена черепица и заменены окнные рамы в пассажирских залах.
Теперешнее здание вокзала построили в 1889 году.Капитальный ремонт вокзала был проведен в 2010—2014 годах.
В 1879 году устроен  подъездной путь к копи гравия "Жарки", длиной 2,320 версты, 1882 году к хлопчатобумажной фабрике А.Шпельцера, длиной 0,119 версты,  1892 году  к платформе горного О-ва "Сатурн" и в карьер гравия "Поломня", длиной 2,542 версты, 1901 году  к каменноугольной копи "Нерада" Стржешевского,  1902 году  к фабрике клея Ляндау, 1911 году пп для надобностей купца Градуса, длиной 0,147 верст и к фабрике эмалированных изделий "Влодовице", длиной 1,354 версты, 1912 году пп к бумажному заводу АО "Штейнгаген,Вер и Ко", длиной 0,751 версты, к кирпичному заводу И.Шейна, длиной 0,219 версты и для надобностей Л.Сойки, длиной 0,090 верст.